# 재즈 & 클래식 (KBS춘천방송총국)
재즈 & 클래식은 KBS춘천 클래식FM에서 평일 오전 11시부터 정오 까지 방송했던 클래식 음악 전문 라디오 프로그램이다. 2024년 5월 13일부터 2025년 4월 4일까지 1년간 방송했다.

## DJ
- 안성희 교수 (강원대 음악학과 교수)

## 요일별 코너
- 월요일 : 강우성의 피아노사색 / 이야기가 있는 클래식
- 화요일 : 이영진음악평론가의 강원의 음악, 음악가
- 수요일 : 이대범교수의 영화음악 / 김정욱감독의 명화극장
- 목요일 : 내 마음의 노래(가곡)
- 금요일 : 주간 리뷰(도내 콘서트 소개)